# SpinLaunch
SpinLaunch — компанія з розвитку космічних польотів, яка працює над технологією електромагнітного прискорення для переміщення корисних навантажень у космос. Станом на січень 2020 року компанія зібрала 80 мільйонів доларів США. Інвестори: Клейнер Перкінс, Google Ventures, Airbus Ventures, Catapult Ventures, Lauder Partners, сім'я Джона Доер та Байерс.

## Історія
Компанія SpinLaunch була заснована у 2014 році Джонатаном Яні у Саннівейлі, Каліфорнія. Нинішня штаб-квартира компанії знаходиться в Лонг-Біч, Каліфорнія. У 2020 році SpinLaunch продовжила розбудову своєї штаб-квартири на 13 000 квадратних метрів у Лонг-Біч та свого випробувального обладнання для польотів у Spaceport America в Нью-Мексико (зданий в оренду у 2019 році).
Випробувальний запуск із центрифуги планується здійснити впродовж 2022 року, а до 2025 вивести тестовий вантаж на орбіту Землі.

## Технологія
SpinLaunch розробляє систему запуску в космос за допомогою центрифуги. Вона зменшує залежність від традиційних хімічних ракет, і може знизити вартість доступу до космосу при одночасному збільшенні частоти запусків. Ця технологія використовує центрифугу для накопичення енергії, а потім швидко передає цю енергію в катапульту, щоб відправити корисне навантаження в космос зі швидкістю до 4800 кілометрів на годину. У разі успіху концепція прискорення передбачається як з меншою вартістю, так і з використанням набагато меншої енергії, а ціна одного пуску в космос знизиться до менш ніж 500 000 доларів США.
Швидкість, необхідна для виведення вантажів на низьку орбіту Землі, складає 27 000 кілометрів на годину.

## Процедура запуску
У проєкті SpinLaunch ракета буде розкручена до пускової швидкості, а потім на частку секунди розкриється вихідний отвір, і вантаж відправиться в політ. Якщо вірити патентам компанії, в цей же момент буде відчеплена противага, що оберталася симетрично вантажу, щоб центрифуга не розбовталася і не зламалася. Вантаж далі буде летіти близько хвилини, і на висоті близько 61 км запустить ракетний двигун.
На такій висоті атмосфера вже практично не заважатиме ракеті, тому для того, щоб довести її до першої космічної швидкості у 28 476 км/год, буде потрібна не більше ніж хвилина роботи двигуна. Ще один 10-секундний запуск двигуна виведе ракету на орбіту навколо Землі.